# Piglet's Big Movie
Piglet's Big Movie és una pel·lícula d'animació de 2003 dirigida per Francis Glebas. Està basada en els llibres d'A.A. Milne. És la segona pel·lícula de les aventures de Winnie-the-Pooh portada al cinema per Disney. La primera era La pel·lícula d'en Tigger. Les noves aventures de Winnie de Poo i els seus amics, del 2000.
La producció va començar el març de 2000 amb la direcció artística, el disseny dels personatges, l'storyboard i les veus a Disney Toon Studios. La major part de l'animació de la pel·lícula es va realitzar a Walt Disney Animation Japan.
Peter Bradshaw del diari britànic The Guardian troba l'animació molt aigualida per recuperar una col·lecció d'històries antigues del cànon molt estimat. Ulrich Kriest del Filmdienst és més positiu i hi veu una manera amable per sensibilitzar els nens als valors de l'amistat i la solidaritat.

## Argument
Winnie Pooh, Conill, Tigger i Igor recullen mel d'un rusc. Tots executen parts molt importants del gran pla. Piglet vol ajudar, per li diuen que és massa petit per fer el treball. El pla surt malament, però Piglet reïx a captar les abelles en un nou rusc. Malauradament, els altres es prenen tot el mèrit i no s'adonen de l'heroisme d'en Piglet, que se'n va abatut i es perd al bosc.
Al donar-se conte de què els falta el membre més petit, Winnie Pooh, Tigger, Conill, Igor, Cangu i Rito, comencen a buscar-lo amb l'àlbum de retalls de Piglet com guia. Aquest àlbum inspira unes escenes retrospectives. Gràcies a l'àlbum recorden els moments en els que Piglet fou un heroi i aprenen a acceptar-lo com a tal.
La història torna al present, i a mig camí, els sorprèn un vendaval i l'`àlbum cau en un riu. Tornen a can Piglet. Hi fan dibuixos nous de les grans valenties de Piglet. Decideixen torna a cercar-lo. Al camí recullen fulles deslligades de l'àlbum, que el riu s'ha endut.
Al final, arriben a una enorme cascada al costat d'un precipici i un tronc buit al qual penja la coberta de l'àlbum. Pooh intenta agafar-lo, però cau a l'aigua. Aleshores torna Piglet que els ajuda a retrobar la riba, però l'aigua Piglet i Pooh se'ls emporta. Els altres pensen que han perit, però van poder salvar-se amb un tros de l'arbre com a rai. No obstant això, el llibre és perdut per sempre. Finalment es tornat a trobar i arribats a ensenyen els dibuixos nous a Piglet que n'ès molt emocionat. Després fan una festa.

## Repartiment[4]
| Veu en anglès  | Personatge               |
| -------------- | ------------------------ |
| John Fiedler   | Piglet                   |
| Jim Cummings   | Winnie-the-Pooh i Tigger |
| Ken Sansom     | Conill                   |
| Nikita Hopkins | Roo                      |
| Kath Soucie    | Kanga                    |
| Peter Cullen   | Igor                     |
| André Stojka   | Mussol                   |
| Tom Wheatley   | Christopher Robin        |